# ماتي واربورتون
ماتي واربورتون (بالإنجليزية: Matty Warburton)‏ هو لاعب كرة قدم بريطاني في مركز الهجوم، ولد في 24 مايو 1992 في مانشستر في المملكة المتحدة. لعب مع ستوكبورت كونتي.